# ウイナーカップ
ウイナーカップは岩手県競馬組合が施行する地方競馬の重賞競走である。正式名称は「蹄声会会長杯 ウイナーカップ」。

## 概要
1976年水沢競馬場のダート1420mで施行されるアラブ系4歳（旧表記）限定の特別競走として創設。その後、幾度かの距離変更や開催時期の変更、盛岡競馬場で開催されながら1997年までダートで施行されていた。
1998年の第23回からサラブレッド系に変更され、盛岡芝1600mで開催された。
2004年から重賞に昇格し全国交流競走として施行されたが、2007年に特別競走に降格、この年から芝1700mでの開催となる。
2009年から水沢ダート1400mで開催され、さらに2013年から重賞に再昇格される。
2021年からは盛岡ダート1400mで施行されていたが、2024年より水沢ダート1400mでの開催となる。

### 条件・賞金等（2025年）
出走条件
サラブレッド系3歳、岩手所属。
負担重量
別定。基本重量は56kg、牝馬2kg減で、格付賞金1000万円以上1500万円未満は1kg、同1500万円以上2000万円未満は2kg、同2000万円以上は3kgそれぞれ負担増となる。
賞金等
賞金額は1着350万円、2着122万5000円、3着700万円、4着45万5000円、5着24万5000円、着外手当3万5000円。
副賞
蹄声会会長賞、開催執務委員長賞。
優先出走権付与
3着までに入った馬にハヤテスプリントの優先出走権が付与される。

## 歴代優勝馬
重賞で施行された2004年から2006年、2013年以降について記載。
| 回数   | 施行日         | 競馬場 | 距離    | 優勝馬             | 性齢 | 所属 | タイム | 優勝騎手 | 管理調教師 | 馬主               |
| ------ | -------------- | ------ | ------- | ------------------ | ---- | ---- | ------ | -------- | ---------- | ------------------ |
| 第29回 | 2004年10月31日 | 盛岡   | 芝1600m | ハートドラゴン     | 牡3  | 盛岡 | 1:40.4 | 板垣吉則 | 小笠原義巳 | 佐々木辰治         |
| 第30回 | 2005年10月23日 | 盛岡   | 芝1600m | キッズブルーム     | 牝3  | 川崎 | 1:40.1 | 菅原勲   | 内田勝義   | 瀬谷隆雄           |
| 第31回 | 2006年10月22日 | 盛岡   | 芝1600m | オグリホット       | 牡3  | 笠松 | 1:38.2 | 尾島徹   | 山中輝久   | 小栗孝一           |
| 第37回 | 2013年6月30日  | 水沢   | ダ1400m | コウギョウデジタル | 牝3  | 水沢 | 1:29.9 | 阿部英俊 | 菅原右吉   | 菊地捷士           |
| 第38回 | 2014年6月29日  | 水沢   | ダ1400m | ジャイアントスター | 牡3  | 水沢 | 1:27.8 | 村上忍   | 瀬戸幸一   | 千葉達也           |
| 第39回 | 2015年6月27日  | 水沢   | ダ1400m | スペクトル         | 牡3  | 盛岡 | 1:28.8 | 山本政聡 | 櫻田浩三   | 山本武司           |
| 第40回 | 2016年6月25日  | 水沢   | ダ1400m | チャイヨー         | 牝3  | 水沢 | 1:27.3 | 村上忍   | 菅原勲     | 大久保和夫         |
| 第41回 | 2017年6月25日  | 水沢   | ダ1400m | オールザベスト     | 牡3  | 盛岡 | 1:30.6 | 山本政聡 | 櫻田康二   | （有）グランド牧場 |
| 第42回 | 2018年6月24日  | 水沢   | ダ1400m | サンエイキャピタル | 牡3  | 水沢 | 1:32.0 | 菅原辰徳 | 瀬戸幸一   | 鈴木雅俊           |
| 第43回 | 2019年6月23日  | 水沢   | ダ1400m | クルーズラミレス   | 牡3  | 水沢 | 1:25.3 | 山本政聡 | 千葉幸喜   | 大久保和夫         |
| 第44回 | 2020年6月28日  | 水沢   | ダ1400m | マイランコントル   | 牡3  | 水沢 | 1:28.5 | 坂口裕一 | 千葉幸喜   | 佐藤良二           |
| 第45回 | 2021年6月27日  | 盛岡   | ダ1400m | ジェフリー         | 牡3  | 水沢 | 1:27.8 | 高橋悠里 | 畠山信一   | 吉田勝利           |
| 第46回 | 2022年6月26日  | 盛岡   | ダ1400m | カクテルライト     | 牡3  | 盛岡 | 1:25.4 | 山本政聡 | 小西重征   | 長澤茂             |
| 第47回 | 2023年6月25日  | 盛岡   | ダ1400m | ケンジャ           | 牡3  | 水沢 | 1:26.9 | 山本政聡 | 伊藤和     | 山中元夫           |
| 第48回 | 2024年6月2日   | 水沢   | ダ1400m | ミヤギシリウス     | 牝3  | 水沢 | 1:27.4 | 坂口裕一 | 畠山信一   | 鈴木雅俊           |
| 第49回 | 2025年6月22日  | 水沢   | ダ1400m | リュウノナポレオン | 牡3  | 水沢 | 1:28.5 | 塚本涼人 | 板垣吉則   | 蓑島竜一           |

#### 各回競走結果の出典
- ウイナーカップ 歴代優勝馬 - 地方競馬全国協会
- JBISサーチ
  - 2004年、2005年、2006年、2013年、2014年、2015年、2016年、2017年、2018年、2019年、2020年、2021年、2022年、2023年、2024年